# Kartause Marienparadies

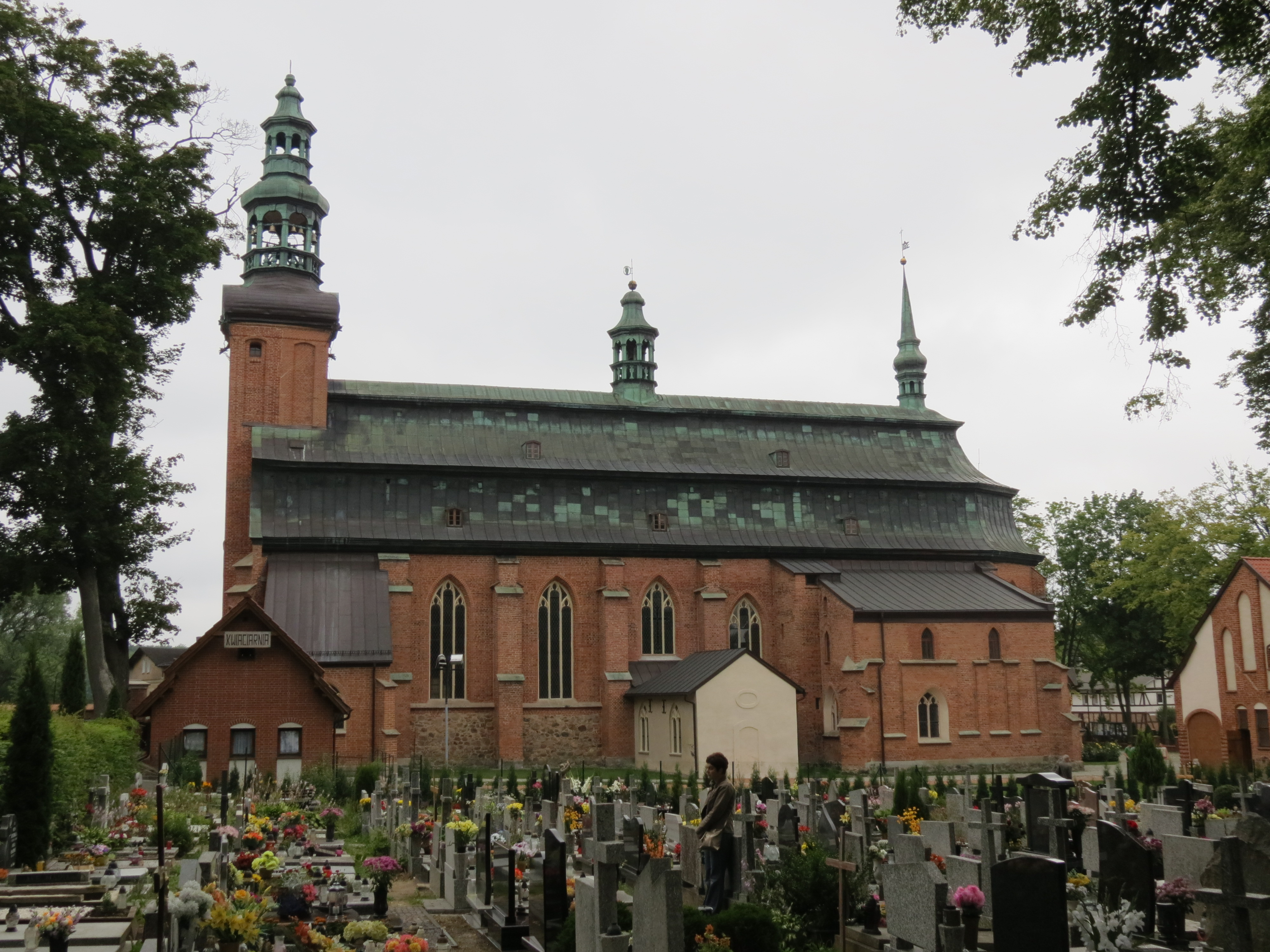
Die Kartäuserstiftskirche in Kartuzy

Die Kartause Marienparadies in Karthaus (polnisch Kartuzy; kaschubisch Kartuzë) war ein Kloster des Kartäuserordens (Kartause) im heutigen Powiat Kartuski (Powiat Karthaus) der polnischen Woiwodschaft Pommern.

## Geographische Lage
Das Kloster lag etwa vierzig Kilometer westlich von Danzig zwischen dem Klostersee im Norden, dem Krugsee und dem Turmberg im Süden.

## Geschichte
Die Kartause Domus Paradisi Mariae wurde 1380 begründet. Der erste Prior des Klosters war der Westfale Johann Deterhus. Vom Deutschen Orden wurde es mit größeren Zuwendungen bedacht. Viele der 16  Klausen, in denen die Mönche einzeln lebten, wurden von Danziger Bürgern gestiftet. Durch Schenkungen und Zukäufe wurde der Klosterbesitz im Laufe der Zeit beträchtlich erweitert. In den Wäldern wurden Teerschwelereien, Glashütten und Köhlereien unterhalten. Auf den Rodungen rund um das Kloster wurden Siedler angesetzt. Viele von ihnen kamen aus Pommern und waren evangelisch.
In der Reformationszeit sank die Zahl der Mönche im Jahr 1541 bis auf vier. 1565 wurde die Kartause dem Kloster Oliva der Zisterzienser unterstellt und war zwischen 1580 und 1589 mit diesem zwangsvereinigt. Der Prior Georg Schwengel hat 1760 unter dem Titel „Apparatus ad annales Cartusiae paradisi B.M.V.“ Akten- und Urkundenauszüge zur Geschichte des Klosters niedergeschrieben.
Die Kartause Marienparadies kam 1772 mit Pommerellen an Preußen; es war das einzige Kloster dieses Ordens in Preußen. Im Jahre 1826 wurde das Kloster aufgehoben, nachdem Papst und preußischer Staat sich in der Bulle De salute animarum auf die Säkularisation geeinigt hatten. Die gotische Klosterkirche wurde 1849 der neu gegründeten katholischen Pfarrgemeinde Karthaus als Pfarrkirche übergeben. Erst nach der Aufhebung der Kartause entwickelte sich die heutige Stadt Kartuzy.

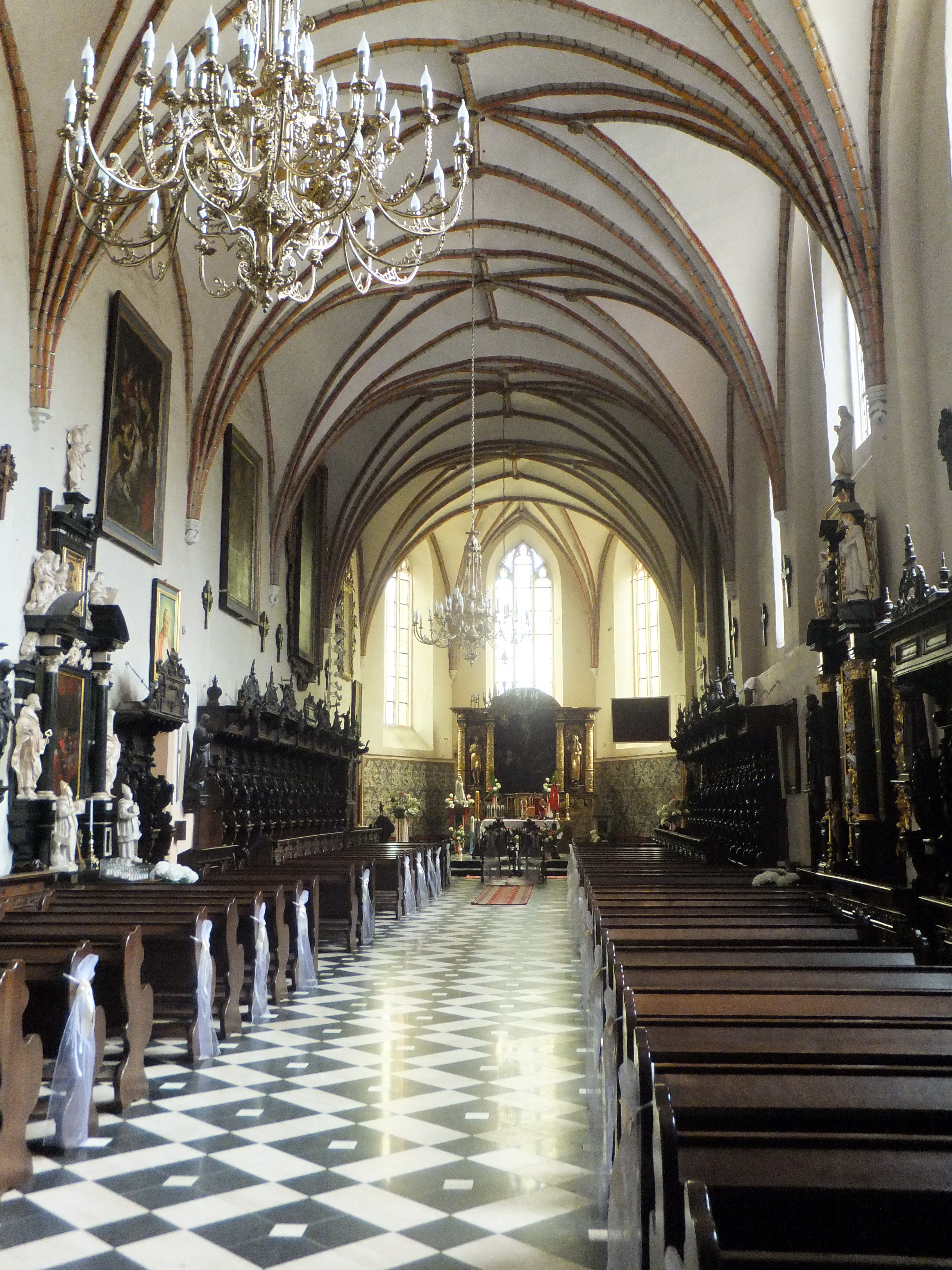
Kirchenschiff
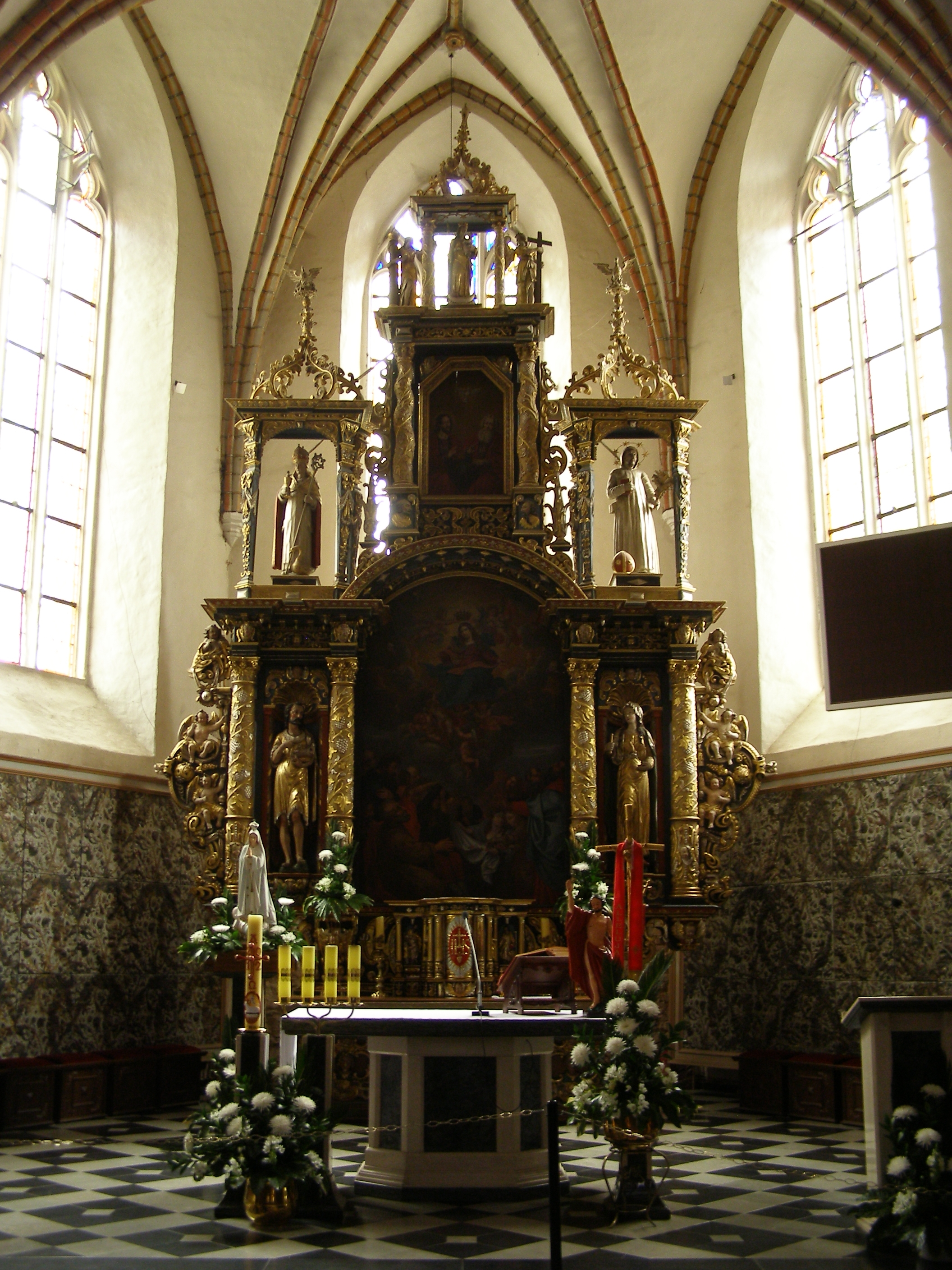
Hochaltar
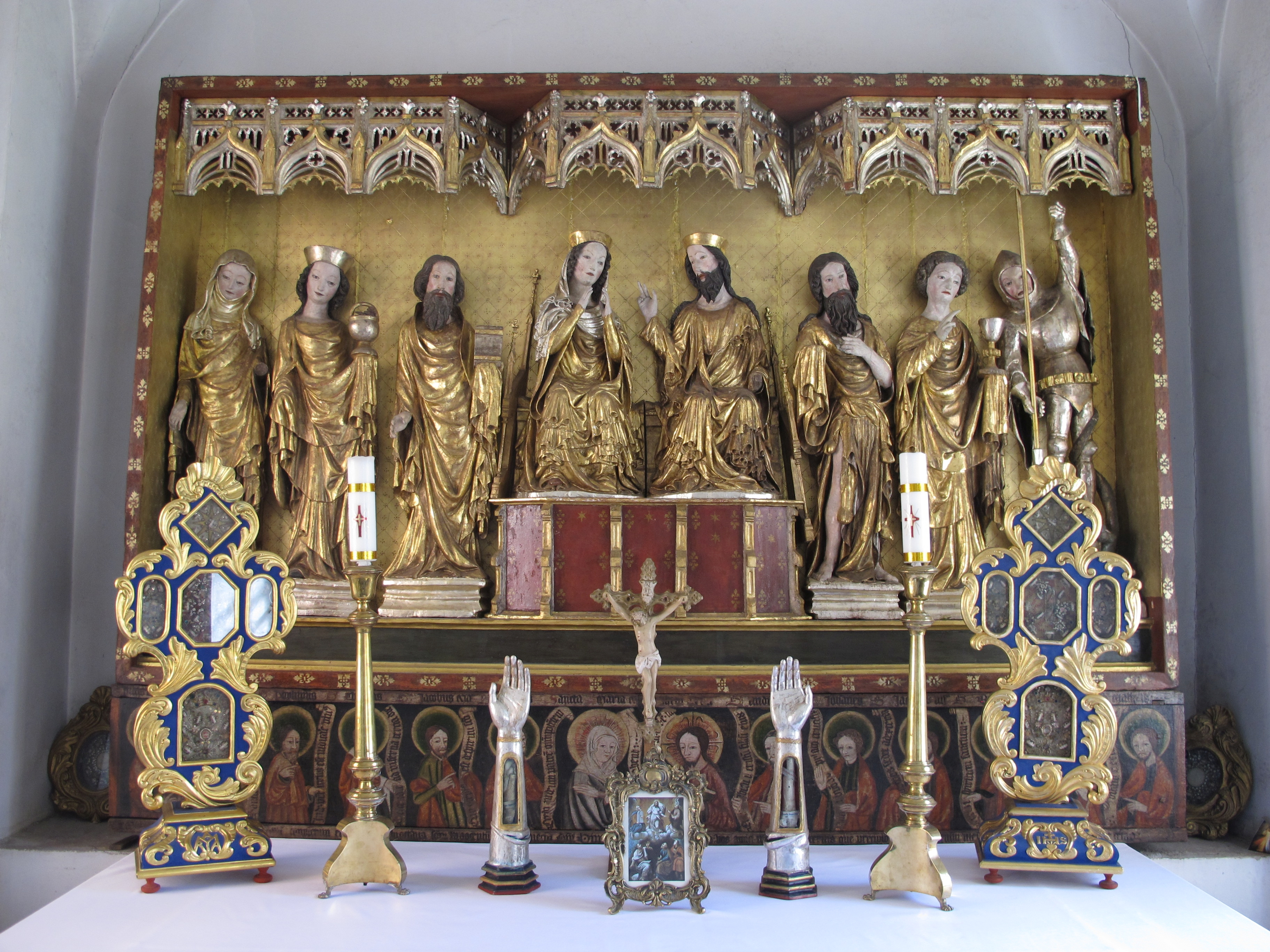
Altar im Seitenschiff
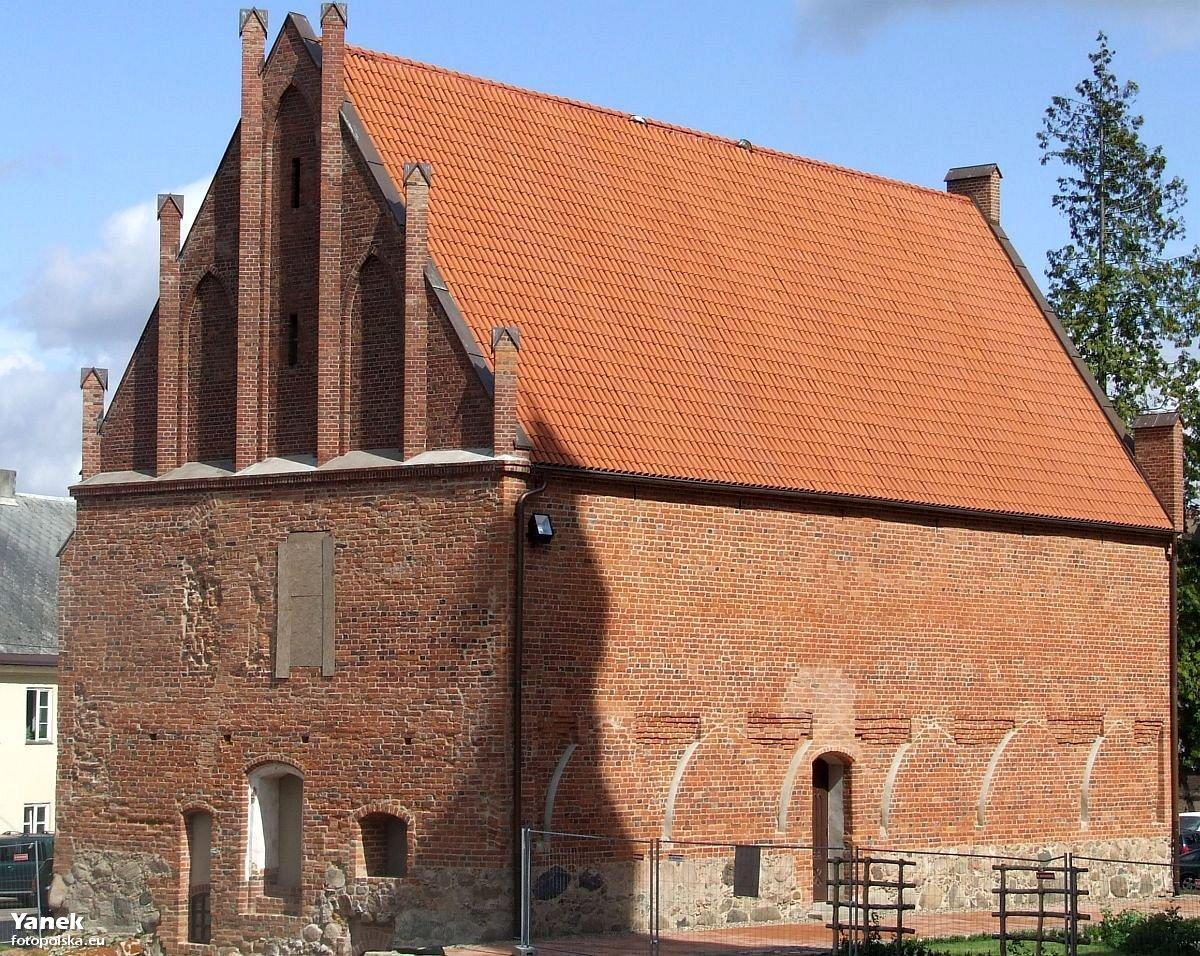
Refektorium
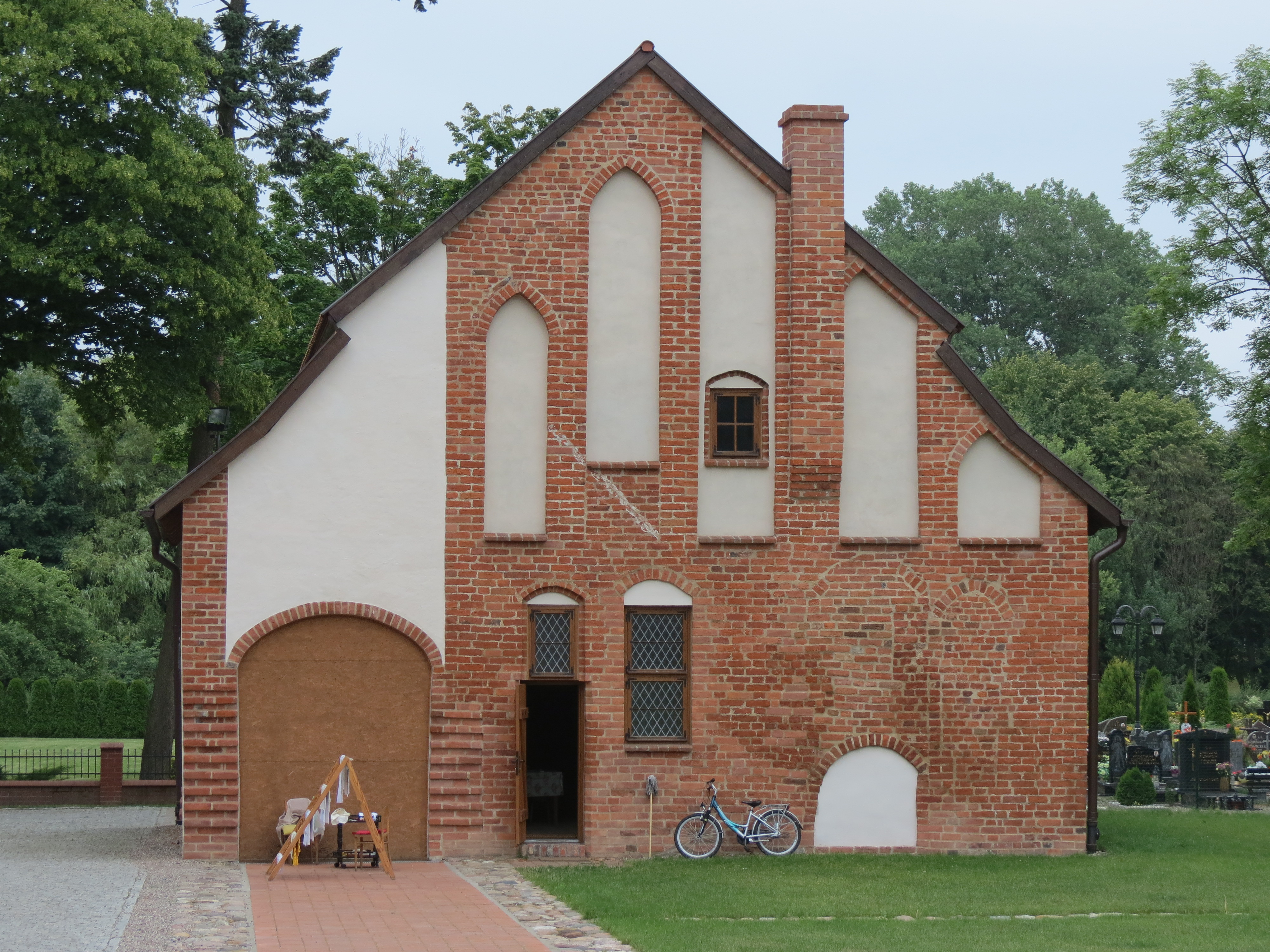
Eremitage